# Бакнер (Илиноис)
Бакнер (енгл. Buckner) град је у америчкој савезној држави Илиноис.

## Демографија
По попису из 2010. године број становника је 462, што је 17 (-3,5%) становника мање него 2000. године.
| Група             | 2000.       | 2010.       |
| Белци             | 466 (97,3%) | 446 (96,5%) |
| Афроамериканци    | 0 (0,0%)    | 0 (0,0%)    |
| Азијати           | 0 (0,0%)    | 0 (0,0%)    |
| Хиспаноамериканци | 6 (1,3%)    | 10 (2,2%)   |
| Укупно            | 479         | 462         |